# Torilis japonica
Torilis japonica é uma espécie de planta com flor pertencente à família Apiaceae.
A autoridade científica da espécie é (Houtt.) DC., tendo sido publicada em Prodromus Systematis Naturalis Regni Vegetabilis 4: 219. 1830.

## Portugal
Trata-se de uma espécie presente no território português, nomeadamente em Portugal Continental.
Em termos de naturalidade é nativa da região atrás indicada.

## Protecção
Não se encontra protegida por legislação portuguesa ou da Comunidade Europeia.